# خوسيه مارتينيز (موجه قوارب)
خوسيه مارتينيز (بالإسبانية: José Martínez Llobet)‏ هو موجه قوارب ‏ إسباني، ولد في 1 مايو 1895 في برشلونة في إسبانيا، وتوفي بنفس المكان في 20 مارس 1971.

## وصلات خارجية
- خوسيه مارتينيز على موقع الاتحاد الدولي للتجديف (الإنجليزية)
- خوسيه مارتينيز على موقع اللجنة الأولمبية الدولية (الإنجليزية)
- خوسيه مارتينيز على موقع أوليمبيديا (الإنجليزية)